# Contrainsurgência

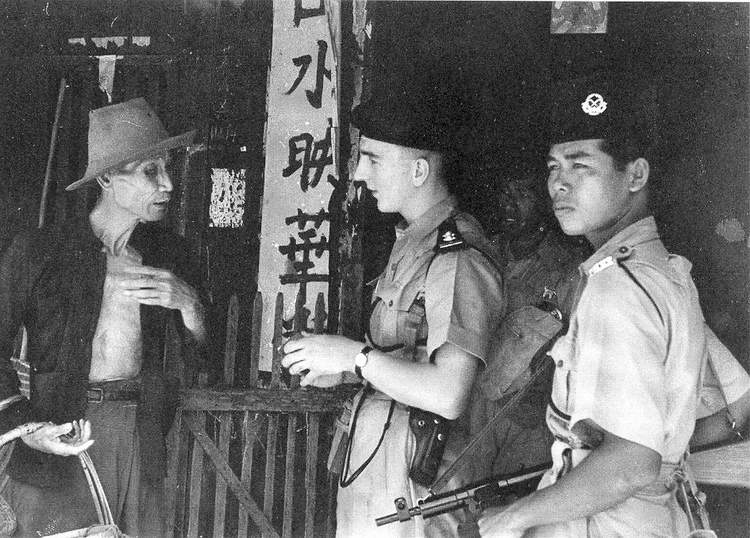
A polícia questiona um civil durante a Emergência Malaia. A contrainsurgência envolve a ação das autoridades militares e policiais.

Contrainsurgência (COIN) é "a totalidade das ações destinadas a derrotar as forças irregulares". O Oxford English Dictionary define "contrainsurgência" como qualquer "ação militar ou política tomada contra as atividades de guerrilheiros ou revolucionários" e pode ser considerada guerra de um Estado contra um adversário não estatal. Campanhas de insurgência e contrainsurgência têm sido travadas desde a história antiga. No entanto, o pensamento moderno sobre contrainsurgência foi desenvolvido durante a descolonização. Dentro das ciências militares, a contrainsurgência é uma das principais abordagens operacionais da guerra irregular.
Durante a insurgência e a contrainsurgência, a distinção entre civis e combatentes é muitas vezes confusa. A contrainsurgência pode envolver a tentativa de conquistar os corações e mentes das populações que apoiam a insurgência. Alternativamente, pode ser realizado na tentativa de intimidar ou eliminar populações civis suspeitas de lealdade à insurgência por meio de violência indiscriminada.